# アメリカウエスト航空

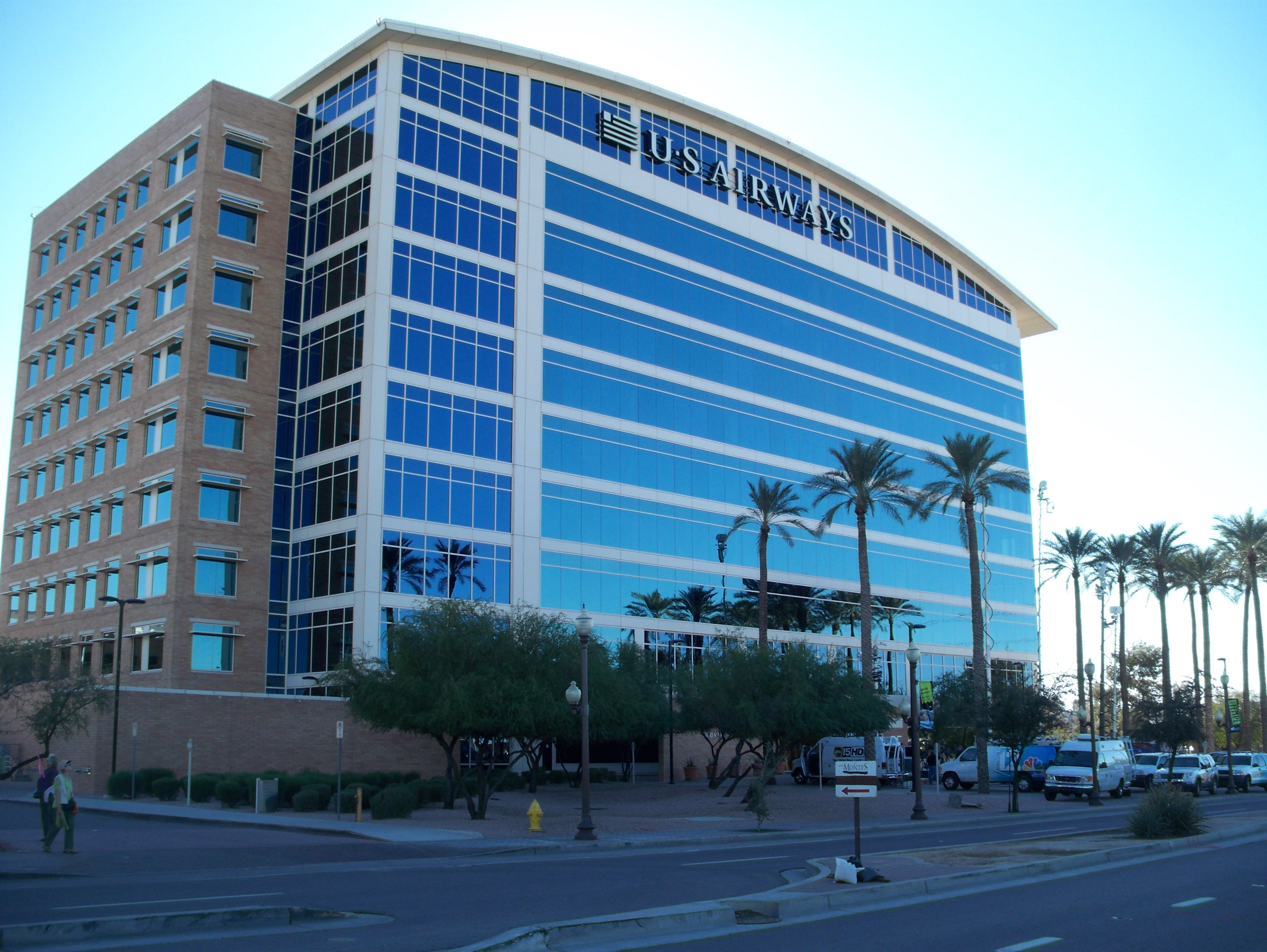
アメリカウエスト航空本部

アメリカウエスト航空（America West Airlines）はかつて存在していたアメリカ合衆国の航空会社。アリゾナ州テンピに本部を持ち、アメリカの10主要航空会社の1つとされていた。2007年にUSエアウェイズとの統合で消滅。

## 概要
この航空会社は2つのハブ空港を維持していた。1つはアリゾナ州フェニックス市のフェニックス・スカイハーバー国際空港と2つめはネバダ州ラスベガス市のマッカラン国際空港。ここはアメリカ国内で2番目に大きな格安航空会社である。アメリカウエスト航空はアメリカ、カナダ、及びメキシコへおおよそ100路線に就航していた。ヨーロッパとハワイへの路線はコードシェアーを活用してサービス提供していた。同社のコールサインはカクタス(CACTUS、サボテン)だった。

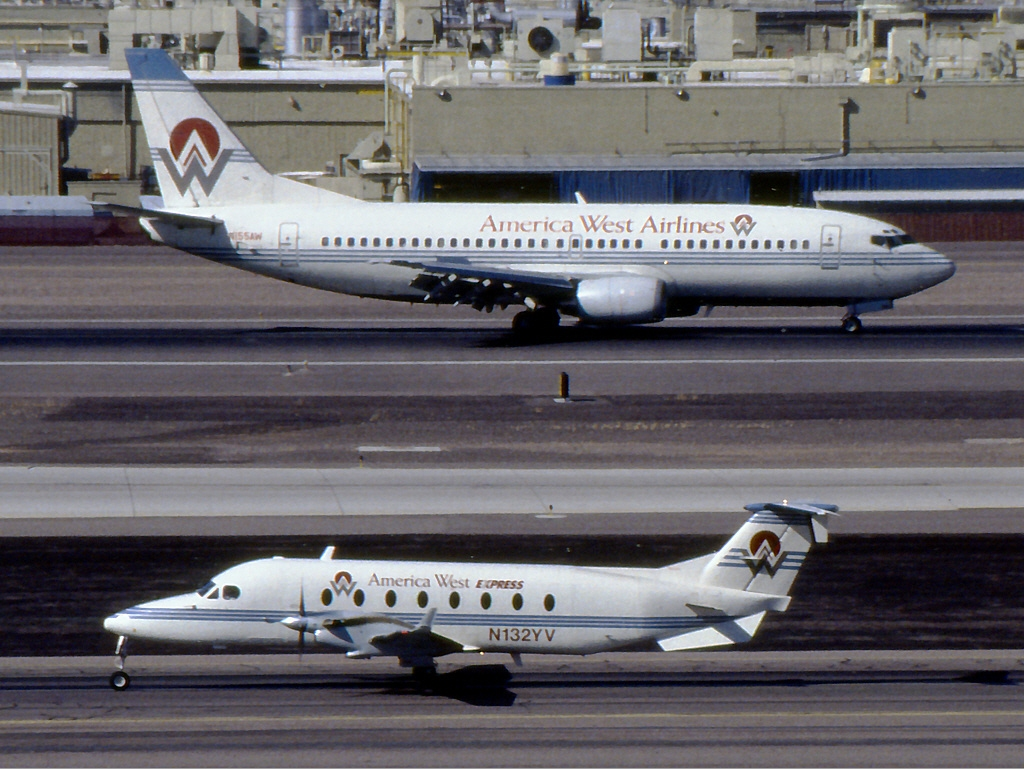
アメリカウエスト航空のボーイング737とアメリカウエスト・エクスプレスのビーチクラフト 1900

アメリカウエスト・エクスプレスはアメリカウエスト航空のためにメサ航空が運航していたコミューター及び地域路線の名称である。アメリカウエスト・エキスプレスの機材は43機で構成されていた。

## 歴史
CEOのエド・ボーベイズ（Ed Beauvais）が3機のボーイング737型機を使いフェニックスを拠点に1983年1月に事業を開始した。
この航空会社は13都市へ11機の737型機の運航、1983年後半にネバダ州ラスベガス市に2番目のハブ空港を設定するという急激な規模拡張を行い、1984年には21機の飛行機及び23都市への運航と成長した。
1985年に、アメリカウエスト航空はスカイハーバー国際空港に拡張できるゲート・スペースがない状態にまで成長する。スカイハーバーの新しいターミナル4は1986年に承認されるが、追加されるゲートがターミナル4が完成する前に必要であると明白になり、臨時のコンコースがアメリカウエスト航空が使用するために6つのゲート (結局1990年に合計11ゲートになる) が加えられた、空港のターミナル3の南西の角に加えられる。
その後、フェニックス及びラスベガスからのローカルサービスのために相当数のデ・ハビランドDash 8 航空機を買収すると同時に、ノースウエスト航空がリパブリック航空 (Republic Airlines) から購入した後、ノースウエスト航空から購入したボーイング757を主要機材とするなど、この航空会社の急成長は、1986年以降も続いた。
1986年中にも、増加した航空機を利用してラスベガスからの夜行便(red eye)の運航を始める。
1991年2月には元KLMオランダ航空のボーイング747を用いてホノルルから名古屋(当時の名古屋空港)への国際線に就航したが、翌1992年には撤退し、ホノルル線で使用していた747を手放した。
2005年、USエアウェイズと経営統合。アメリカウエスト航空がUSエアウェイズを吸収合併し、USエアウェイズの社名を継承し事実上の逆さ合併の形となった。2006年8月現在、便名はHPが使われているが、機材は塗装がUS Airwaysになっているものが多い（まだAmerica West塗装のものも存在する）。機内誌もUS Airwaysのものが使われており、America West色は表面上なくなってきているが、座席にはAmerica Westのマークが残っている。なお、機内アナウンスでは"US Airways operated by America West"とアナウンスされていた。
2007年、アメリカウエスト航空とUSエアウェイズは統合。これによってアメリカウエスト航空の名前は消えたが、USエアウェイズのICAOコードとコールサインは、かつてのアメリカウエスト航空のものが引き継がれた。

## 他の商業的な利害関係
アメリカウエスト航空は NBAのフェニックス・サンズ、 大リーグ野球の2001年ワールドシリーズ チャンピオンであるアリゾナ・ダイヤモンドバックス、 NFLのアリゾナ・カージナルスの販売促進パートナー（スポンサー）である。
1992年、アメリカウエスト航空は「アメリカウエスト・アリーナ」としてフェニックス・サンズのホームコートの30年間の命名権に2,600万ドルを支払う契約を行った(USエアウェイズとの合併で社名変更されてからはUSエアウェイズ・センターと改称されている)。

## 保有機材

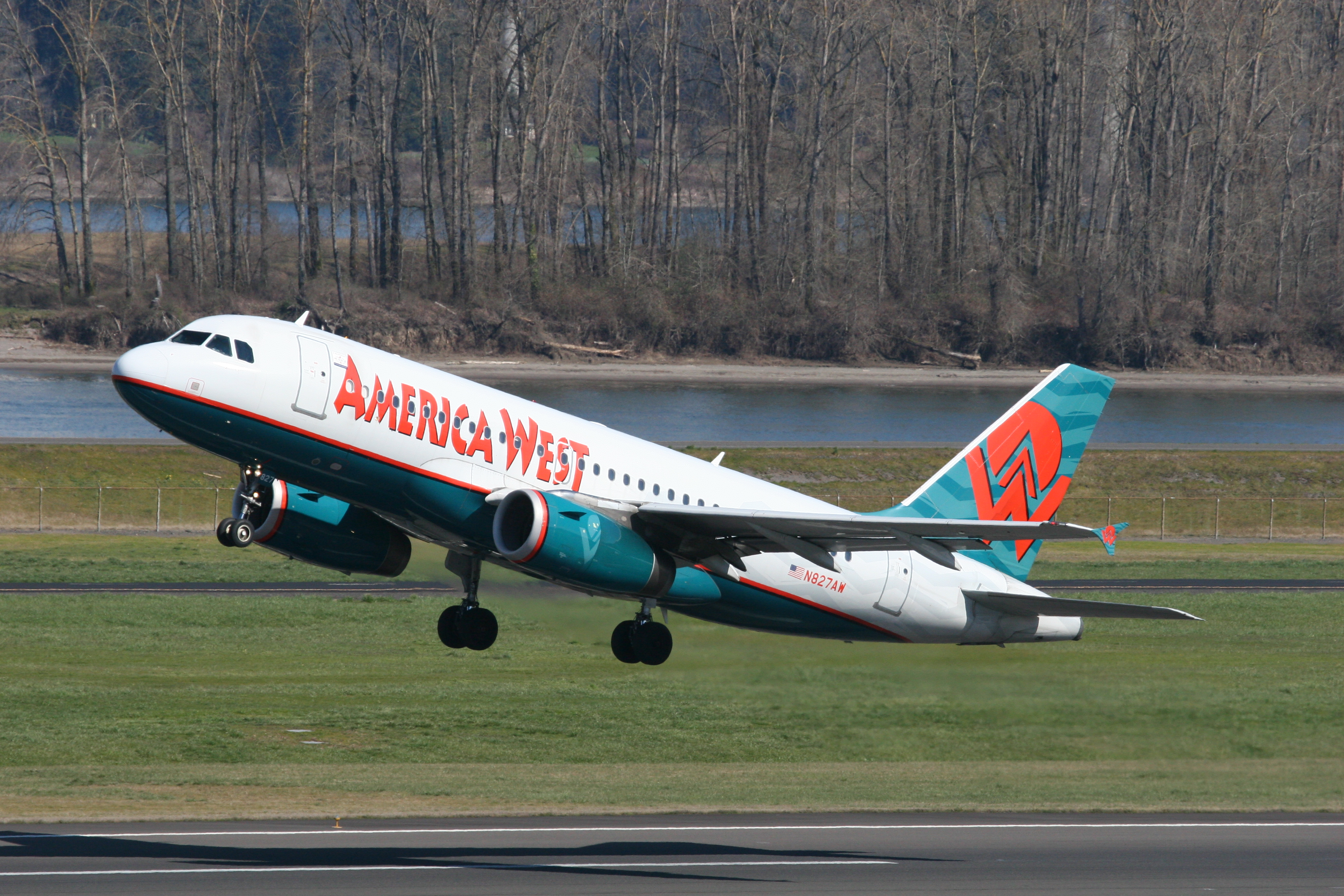
アメリカウエスト航空のエアバスA319型機

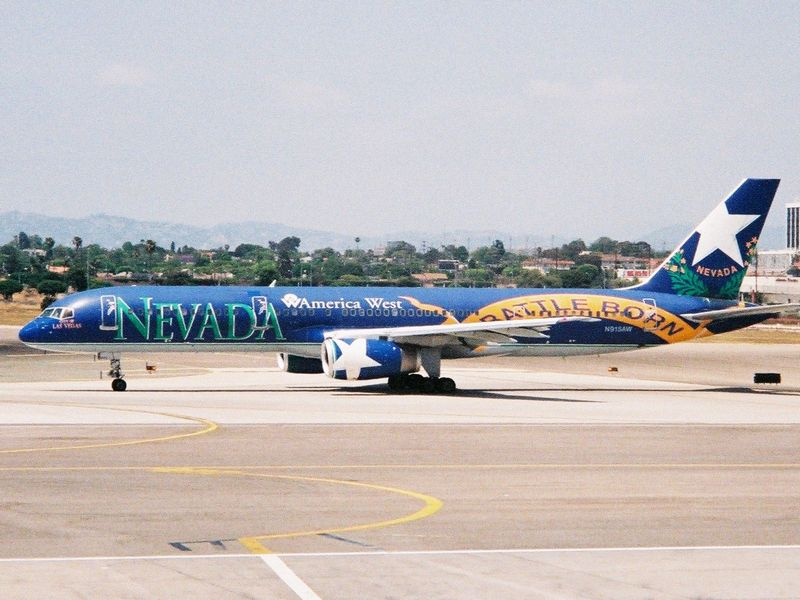
アメリカウエスト航空のボーイング757-200型機

USエアウェイズとの統合後の保有機材及び機数は、USエアウェイズ#保有機材
All outstanding America West orders were transferred to the merged entity, US Airways.
| 機種              | 機数 | 座席数 | 座席数  | 座席数 | 備考 |
| 機種              | 機数 | First  | Economy | 合計   | 備考 |
| ----------------- | ---- | ------ | ------- | ------ | ---- |
| エアバスA319-100  | 39   | 12     | 112     | 124    |      |
| エアバスA320-200  | 55   | 12     | 138     | 150    |      |
| ボーイング737-300 | 27   | 8      | 126     | 134    |      |
| ボーイング757-200 | 12   | 14     | 176     | 190    |      |
| 合計              | 133  |        |         |        |      |

### 退役機材
| 機種                      | 機数 | 座席数 | 座席数  | 座席数 | 備考 |
| 機種                      | 機数 | First  | Economy | 合計   | 備考 |
| ------------------------- | ---- | ------ | ------- | ------ | ---- |
| ボーイング 737-100        | 8    | 8      | 100     | 108    |      |
| ボーイング 737-200        | 64   | 8      | 114     | 122    |      |
| ボンバルディア Dash 8-100 | 12   | 0      | 37～39  | 37～39 |      |
| ボーイング 747-200        | 4    | 21     | 431     | 452    |      |